# Choerophryne
Choerophryne es un género de ranas de la familia Microhylidae que es endémico de la isla de Nueva Guinea. 

## Especies
Se reconocen las siguientes 37 especies:
- Choerophryne alainduboisi Gunther & Richards, 2018
- Choerophryne allisoni Richards & Burton, 2003
- Choerophryne alpestris (Kraus, 2010)
- Choerophryne amomani Günther, 2008
- Choerophryne arndtorum Günther, 2008
- Choerophryne bickfordi Kraus, 2018
- Choerophryne bisyllaba Gunther & Richards, 2017
- Choerophryne brevicrus (Günther & Richards, 2012)
- Choerophryne brunhildae (Menzies, 1999)
- Choerophryne bryonopsis Kraus, 2013
- Choerophryne burtoni Richards, Dahl & Hiaso, 2007
- Choerophryne crucifer Gunther & Richards, 2017
- Choerophryne darlingtoni (Loveridge, 1948)
- Choerophryne epirrhina Ianella, Oliver & Richards, 2015
- Choerophryne exclamitans (Kraus & Allison, 2005)
- Choerophryne fafniri (Menzies, 1999)
- Choerophryne gracilirostris Iannella, Richards & Oliver, 2014
- Choerophryne grylloides Ianella, Oliver & Richards, 2015
- Choerophryne gudrunae (Menzies, 1999)
- Choerophryne gunnari (Menzies, 1999)
- Choerophryne laurini (Günther, 2000)
- Choerophryne longirostris Kraus & Allison, 2001
- Choerophryne microps Günther, 2008
- Choerophryne multisyllaba Gunther & Richards, 2017
- Choerophryne murrita (Kraus & Allison, 2009)
- Choerophryne nigrescens Günther, 2008
- Choerophryne pandanicola (Günther & Richards, 2012)
- Choerophryne pipiens Gunther, Richards & Tjaturadi, 2018
- Choerophryne proboscidea Van Kampen, 1914
- Choerophryne rhenaurum (Menzies, 1999)
- Choerophryne rostellifer (Wandolleck, 1911)
- Choerophryne sanguinopicta (Kraus & Allison, 2005)
- Choerophryne siegfriedi (Menzies, 1999)
- Choerophryne swanhildae (Menzies, 1999)
- Choerophryne tubercula (Richards, Johnston & Burton, 1992)
- Choerophryne valkuriarum (Menzies, 1999)
- Choerophryne variegata (Van Kampen, 1923)